# Roger von San Severino
Roger von San Severino (italienisch Ruggiero di Sanseverino; † 1285), Graf von San Severino und Marsico, war ein italienischer Adliger normannischer Abstammung aus dem Haus Sanseverino im Königreich Sizilien bzw. Neapel. Für König Karl I. von Anjou war er der stellvertretende Regent (Bailli) im Königreich Jerusalem (Akkon).
Sein Vater, Thomas (Tommaso) von San Severino, war mit Kaiser Friedrich II. verfeindet und musste ins Exil in den Kirchenstaat gehen. Auch Roger und sein älterer Bruder Wilhelm (Guglielmo) stellten sich gegen die Stauferherrschaft, unterstützten daher Karl von Anjou bei der Eroberung des Königreichs Sizilien und kämpften dabei 1266 in der Schlacht bei Benevent gegen König Manfred mit. Verheiratet war er mit Teodora di Aquino, eine Schwester des berühmten Kirchengelehrten Thomas von Aquin. Ihr gemeinsamer Sohn war der Graf Tommaso di San Severino, welcher 1306 die Kartause von Padula gegründet hatte. 1271 wurde Roger von König Karl zu dessen Vikar in Rom ernannt.
Im März 1277 hatte Karl von Anjou mit der Vermittlung des Papstes Johannes XXI. der Fürstentochter Maria von Antiochia ihren mehr als dünnen Anspruch auf die Krone Jerusalems abgekauft und sich somit zum König von Jerusalem erklärt. Roger wurde zu seinem Stellvertreter (Bailli) ernannt und mit einer Flotte nach Akkon entsandt, wo er im September 1277 eintraf. Der tatsächlich amtierende und von den Baronen Jerusalems anerkannte König war Hugo III. von Zypern, dessen Bailli in Akkon wiederum Balian von Ibelin war. Mit der Unterstützung der Templer, der Venezianer und des französischen Regiments besaß Roger jedoch eine militärische Übermacht an seiner Seite, die Ibelin zur Aufgabe zwang. Somit konnte er die angevinische Herrschaft in Akkon errichten, der tatsächlichen Hauptstadt des Königreichs, welches nur noch über einen schmalen Streifen entlang der Küste Palästinas gebot. Hier aber war Roger faktisch isoliert, da die verbliebenen Barone in Tyrus und Beirut weiterhin den König von Zypern anerkannten.
Roger führte die positiven Kontakte zu dem Mameluken-Sultanat von Kairo fort, die Karl von Anjou zuvor schon geknüpft hatte. Im Oktober 1281 besuchte er den Sultan Qalawun persönlich in dessen Feldlager, um ihn für den Sieg zu gratulieren, den die Mameluken zuvor bei Homs über ein mongolisches Heer davongetragen hatten. Nach dem Ausbruch der sizilianischen Vesper im Mai 1282 wurde Roger von Karl von Anjou aus Akkon abgerufen, um ihm im Kampf gegen Aragón in Italien beizustehen. Roger verließ das heilige Land im September 1282 und ließ seinen Seneschall Odo Poilechien als neuen Bailli zurück, der allerdings die angevinische Herrschaft in Akkon 1286 aufgeben musste.

## Einzelnachweis
1. ↑  L'Estoire de Eracles empereur. In: Recueil des historiens des croisades. Historiens Occidentaux. Band 2. Imprimerie Impériale, Paris 1859, S. 478–479, Liv. XXXIV, Cap. XXXIII.

## Weblink
- Ruggiero di Sanseverino bei fmg.ac (englisch)

| Vorgänger         | Amt                                    | Nachfolger     |
| ----------------- | -------------------------------------- | -------------- |
| Balian von Ibelin | Bailli von Jerusalem (Akkon) 1277–1282 | Odo Poilechien |

| Personendaten    | Personendaten                                                                   |
| ---------------- | ------------------------------------------------------------------------------- |
| NAME             | Roger von San Severino                                                          |
| ALTERNATIVNAMEN  | Ruggiero di San Severino                                                        |
| KURZBESCHREIBUNG | Graf von San Severino und Marsico, Bailli des Königreichs Jerusalem (1277–1282) |
| GEBURTSDATUM     | 13. Jahrhundert                                                                 |
| STERBEDATUM      | 1285                                                                            |